# Никоноров, Николай Тимофеевич
Николай Тимофеевич Никоноров (1927 — ?) — бригадир ГРОЗ шахты «Антрацит» треста «Гуковуголь» Ростовской области, Герой Социалистического Труда (1971).

## Биография
Родился 14 августа 1927 года в деревне Ладыжицы Смоленского района в крестьянской семье. Русский.
Окончил семилетку. Трудился в колхозе. В 1957 году переехал в Ростовскую область. Поступил на шахту № 15 рабочим. В 1960 году возглавил бригаду рабочих очистного забоя шахты «Антрацит». Член КПСС с 1970 года.
Указом Президиума Верховного Совета СССР от 30 марта 1971 года за выдающиеся успехи в выполнении заданий пятилетнего плана по развитию угольной промышленности СССР и достижение высоких технико-экономических показателей в работе Н. Т. Никонорову присвоено звание Героя Социалистического Труда.
С 1987 года Н. Т. Никоноров — персональный пенсионер союзного значения. Жил в городе Гуково Ростовской области.

## Награды
За самоотверженный, высокопроизводительный труд награждён орденом «Знак Почёта» (1974), медалями «За трудовое отличие» (1966), «За доблестный труд. В ознаменование 100-летия со дня рождения В. И. Ленина», «Ветеран труда», знаками «Шахтёрская слава» II и III степеней.